# Drenthes flagga

Provinsflagga

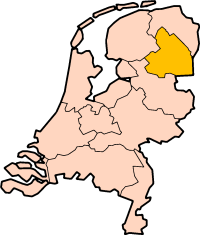
Provinsens läge.

Drenthes flagga är vit och röd. Detta är traditionellt både Sachsens färger och färgerna till ärkebiskopsdömet Utrecht. Drenthe var tidigare en del av Oversticht och styrdes då av Utrecht.
De sex stjärnorna står för de sex "dingspelen" (ett dingspel var ett område motsvarande ett tingslag) Zuidenveld, Oostermoer, Noordenveld, Rolde, Beilen och Diever.
Tornet är en hänvisning till Coevordens slott. Där residerade drosten som styrde området för ärkebiskopdömet i Utrecht.

## Beskrivning
Flaggan fastslogs av provinciale Staten den 19 februari 1947: Rektangulärt där förhållandena är 9:13. Flaggans grundfärg är vit med två röda tvärbjälkar. Mellan dessa finns ett svart torn placerat i mitten, med tre röda stjärnor på varje sida.